# Escola Superior de Teologia e Espiritualidade Franciscana

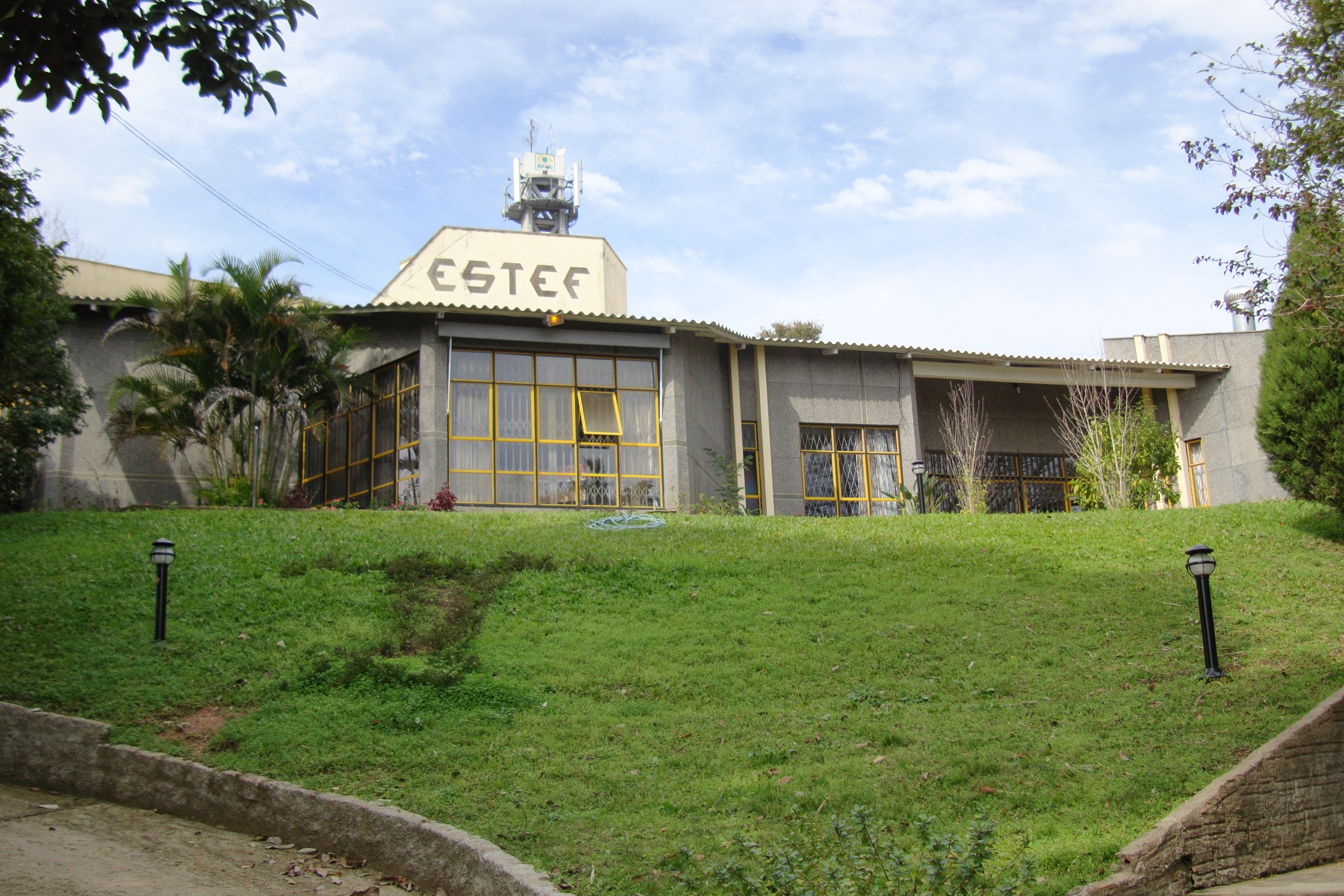
O prédio da ESTEF.

A Escola de Teologia e Espiritualidade Franciscana (ESTEF) é uma instituição de ensino superior brasileira, sediada na cidade de Porto Alegre, capital do estado do Rio Grande do Sul. 
Fundada em março 1986, por uma parceria de congregações franciscanas, a ESTEF oferece curso de graduação em Teologia, além de cursos de pós-graduação e de extensão nessa área. Seu objetivo é a formação teológica de lideranças de comunidades cristãs.
Foi credenciada pelo Ministério da Educação (MEC) através da portaria n.° 3788 de 17 de novembro de 2004.
Funciona na rua Tomás Edson, 212, do bairro Santo Antônio. 